# Indonesische Wikipedia
De Indonesischtalige uitgave van Wikipedia (Indonesisch: Wikipedia Bahasa Indonesia) ging in 2003 van start en is in 2007 nummer 23 op de ranglijst van deze online encyclopedie, gemeten naar het aantal artikelen. Het is echter de grootste Wikipedia naar het aantal artikelen uit de derde wereld en in Azië is deze na de Japanstalige en de Chineestalige de  grootste.

## Artikelen
Op 30 mei 2003 werd de Indonesischtalige Wikipedia gestart, maar de hoofdpagina werd pas zes maanden later, op 29 november, geschreven. Op dit moment (12 mei 2018) zijn er 429.427 artikelen.
De Indonesischtalige Wikipedia volgt grotendeels de basisregels van de Engelstalige Wikipedia, zoals de verplichting om een artikel volgens het neutrale standpunt (NPOV-beginsel) te schrijven.
Over het geheel genomen zijn grofweg 50% van alle artikelen geografische artikelen.

## Actieve gebruikers
Een niet onaanzienlijk gedeelte van de gebruikers woont in de Indonesische hoofdstad Jakarta en omgeving, maar een groot gedeelte woont ook in de buitengewesten. Het aantal gebruikers dat niet woonachtig is in Indonesië is ook groot te noemen. Ook een aantal Nederlandstalige Wikipedianen leveren regelmatig bijdragen op de Indonesischtalige Wikipedia. Verder zijn zes van de dertien moderatoren van de Indonesischtalige Wikipedia woonachtig in het buitenland. Dit is een aanwijzing dat de Indonesischtalige Wikipedia open en internationaal georiënteerd is.

## Ontwikkeling van het aantal artikelen
- 1.000 - 16 maart 2004
- 5.000 - 6 december 2004
- 10.000 - 31 mei 2005
- 25.000 - 20 mei 2006
- 50.000 - 3 februari 2007
- 100.000 - 21 februari 2009
- 429.427 - 12 mei 2018